# COMS 1

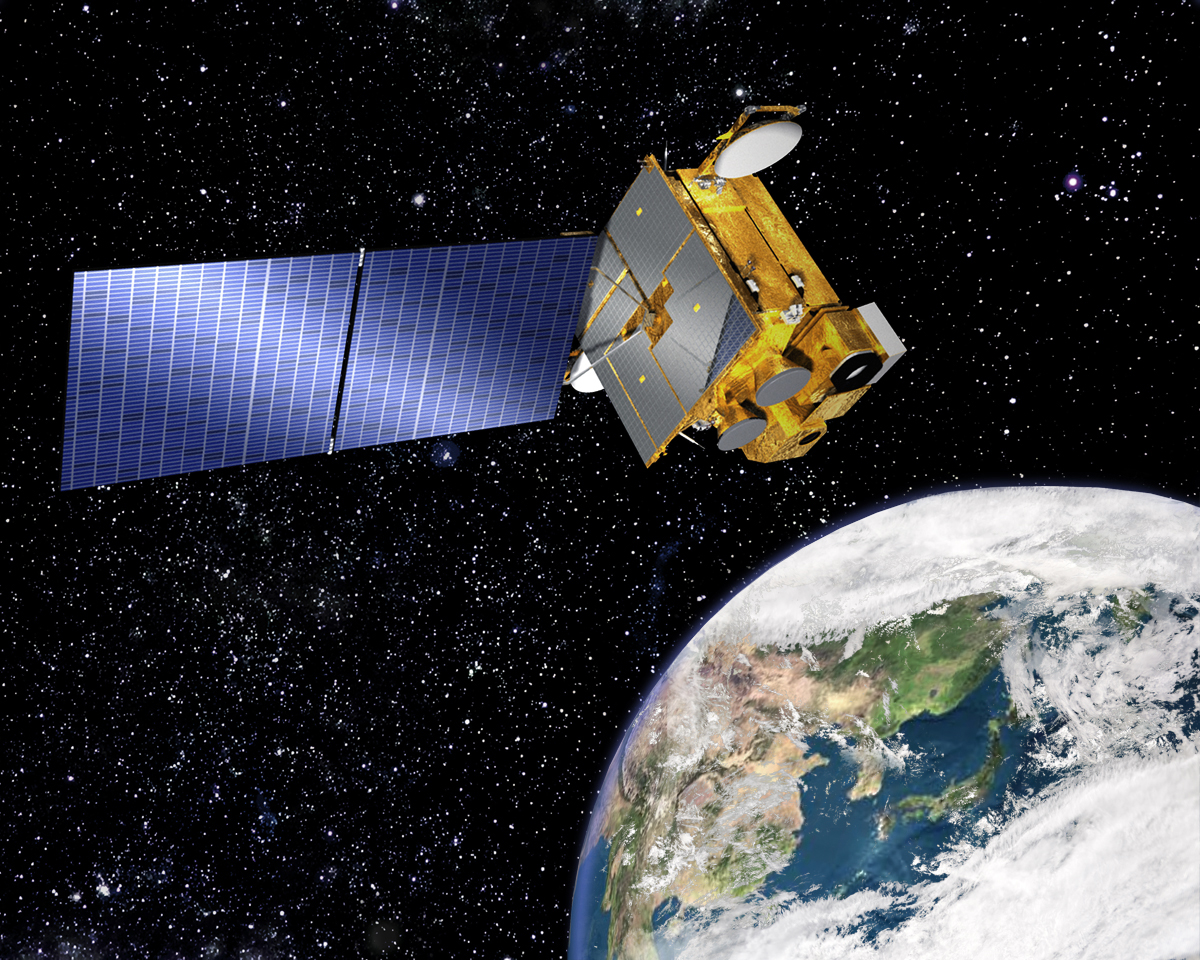
Ilustración del COMS-1

COMS 1 (Communication, Ocean and Meteorological Satellite) es un satélite artificial geostacionario multifuncional en desarrollo por Corea del Sur.
Un satélite multifuncional es aquel que cumple con varias funciones, como telecomunicaciones, observación meteorológica, vigilancia militar, entre otras

## Carga útil
Posee tres cargas útiles: una para meteorología (MI), una para observación del océano (GOCI) y otra para comunicaciones.
El instrumentos meteorológico (Multispectral Imager,MI) proporcionará una imagen multiespectral continua de alta resolución con datos meteorológicos. Consta de un radiómetro de escaneado de dos eje de 5 canales. Un canal será en luz visible con resolución de 1 km y los otros 4 canales serán en el infrarrojo con una resolución de 4 km.
El instrumento de observación marítima (Ocean Color Imager,GOCI) vigilará el medio ambiente marítimo alrededor de la península coreana y proporcionará datos, por ejemplo, de clorofila, para ayudar a la industria pesquera de la región. Controlará también la cambios en el ecosistema marítimo. Utilizará para sus imágenes 8 bandas en el espectro visible con una resolución sobre Corea de 500m.
Los servicios de comunicaciones serán en banda Ka y serán desarrollados por el propio instituto coreano. Permitirán probar tecnologías avanzadas de comunicaciones en órbita sobre banda Ka, experimentando con servicios multimedia de banda ancha.

## Otras características
Su posición orbital será geostacionaria en 138° Este. El enlace de bajada utilizará una portadora en banda L a 1867MHz y modulación QPSK. El enlace de subida será en banda S. Tendrá una masa de 1400kg en el lanzamiento y una potencia eléctrica de 2,5kW. Se diseñará para una utilización mínima de 7 años.

## Desarrollo
Los organismos coreanos encargados del desarrollo satélite son el Instituto de Investigación Aeroespacial de Corea, el Instituto de Investigación de Electrónica y Telecomunicaciones, el Instituto de Investigación y Desarrollo Oceanográfico de Corea y la Administración Meteorológica de Corea.

## Construcción
El contratista principal para su diseño y construcción es EADS Astrium, cuyo contrato se asignó en mayo de 2005. Éste proporcionará la plataforma del satélite, una Eurostar E3000.
La carga útil de comunicaciones y el segmento de tierra la suministrará Instituto de Investigación Aeroespacial de Corea.
El receptor y el modulador de datos los suministrará Thales Alenia Space.

## Lanzamiento
Se espera lanzarlo en 2008 mediante un cohete Ariane 5